# Vancouver Film Critics Circle
Vancouver Film Critics Circle Award(VFCC)  foi fundada em 2000 por David Spaner e Ian Caddell, a fim de ajudar a promover filmes canadenses e alguns filmes da colúmbia britânica. A sua composição inclui atualmente de membros da impressão, rádio,on-line e críticos de televisão.